# Phrynosaura audituvelata
Phrynosaura audituvelata är en ödleart som beskrevs av  Núñez och YÁÑEZ 1983. Phrynosaura audituvelata ingår i släktet Phrynosaura och familjen Tropiduridae. Inga underarter finns listade i Catalogue of Life.